# Коннектом

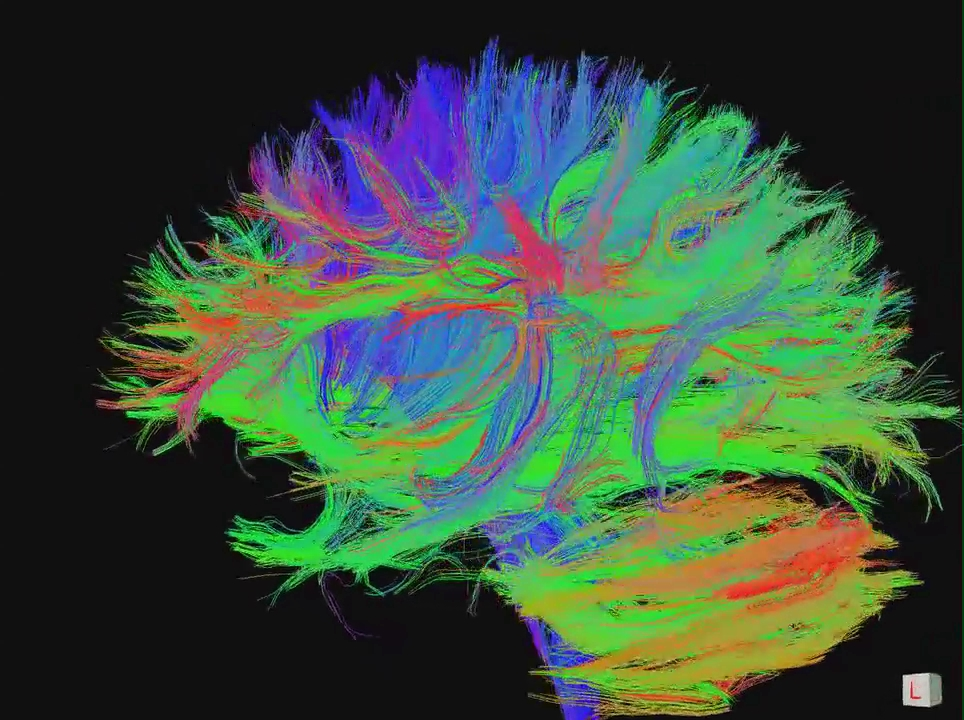
Белое вещество в человеческом мозге, визуализированное с помощью МРТ-трактографии

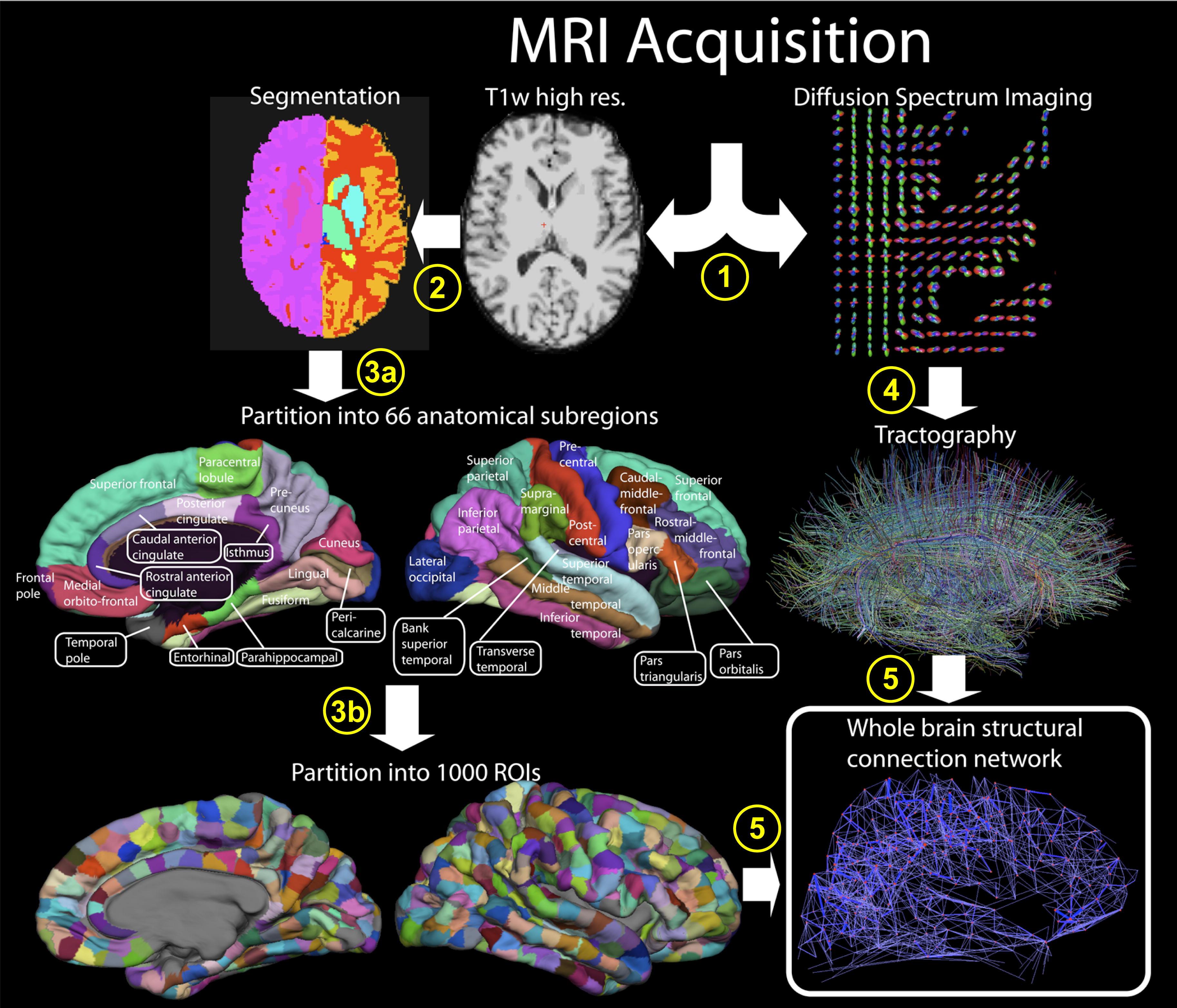
Исследование связей мозга с помощью МРТ. Из Hagmann et al., 2008

Коннекто́м (англ. connectome /kəˈnɛktoʊm/) — полное описание структуры связей в нервной системе организма. Область исследований, включающая в себя картографирование и анализ архитектуры нейрональных связей, называется «коннектомика». Некоторые исследователи называют коннектомом карту связей не всего организма, а его части.

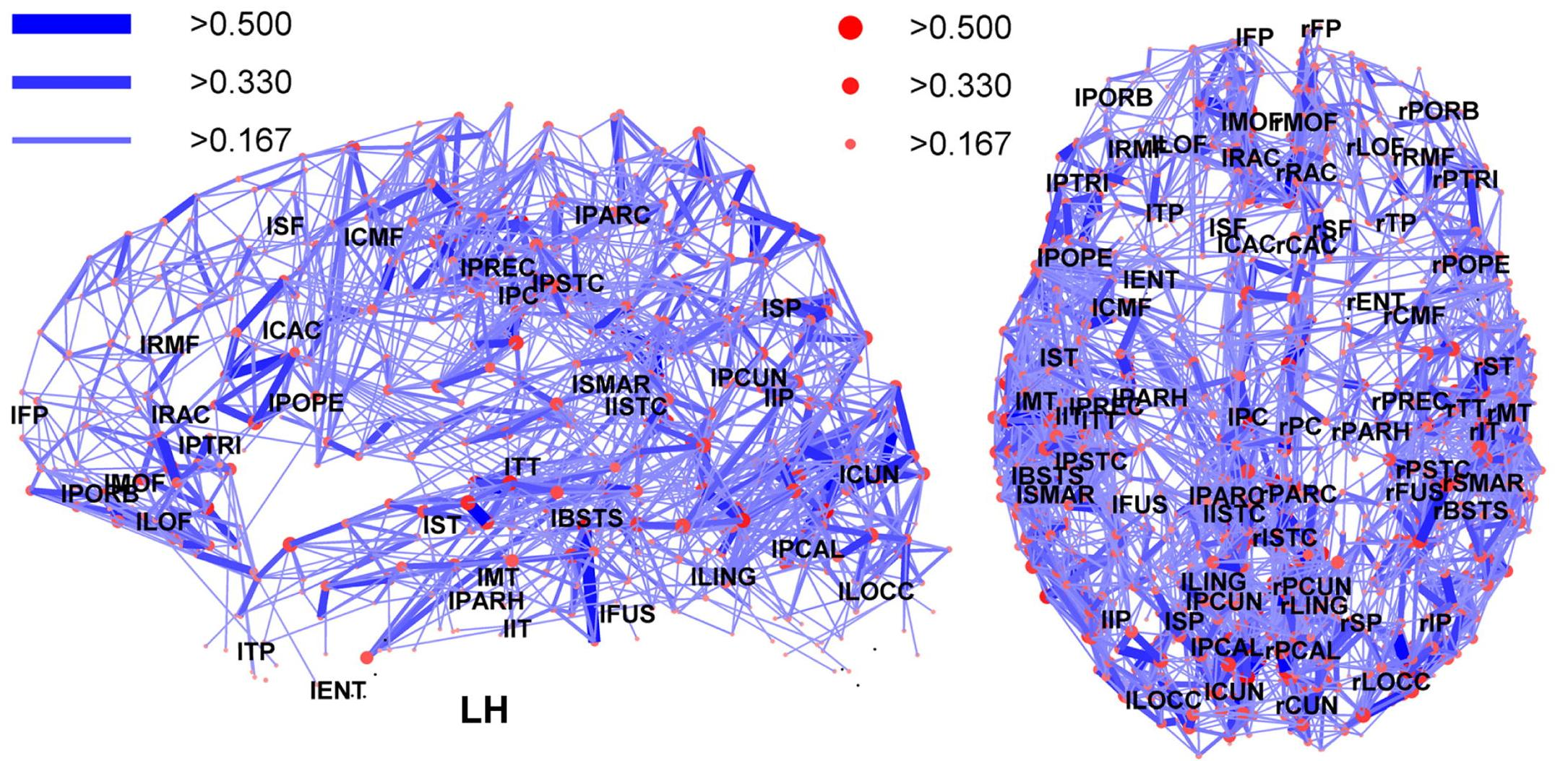
Сетевое отображение связности мозга человека

## История
Первым, в 1986 году, был описан коннектом червя-нематоды Caenorhabditis elegans, чья нервная система насчитывает всего 302 нейрона. Команда ученых нанесла на карту все 7000 соединений между нейронами.

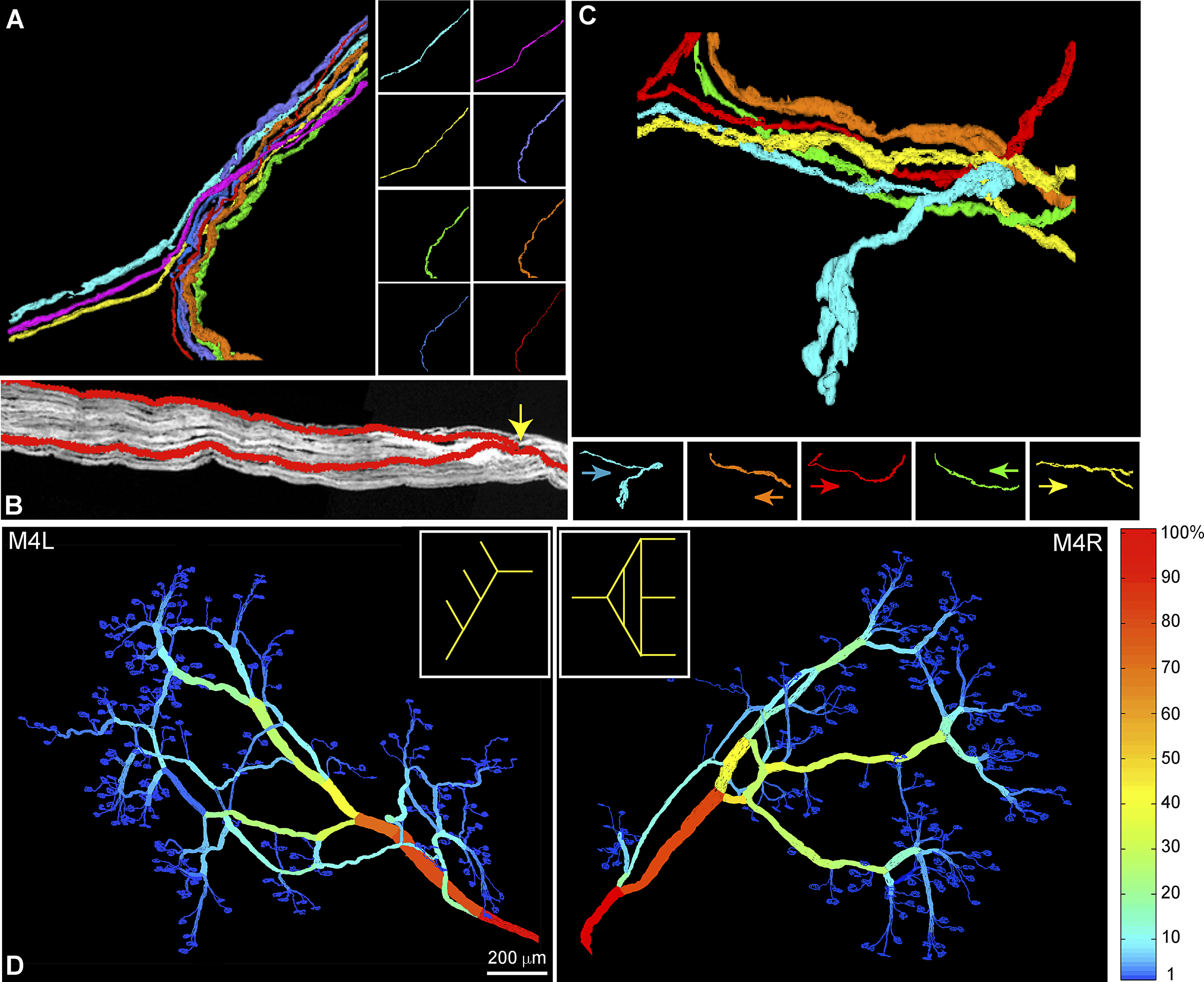
Аксоны, иннервирующие мышцы ушных раковин у мыши

В 2009 году было опубликовано исследование коннектома аксонов, иннервирующих межщитковые мышцы ушных раковин мыши (англ. interscutularis muscle connectome).
В 2023 году был описан коннектом личинки дрозофилы (Drosophila connectome), состоящий из 3016 нервных клеток и примерно 548 тысяч синапсов.
В 2024 году завершено создание первой полной карты мозга взрослой плодовой мушки, которая включает в себя описание всех 139 255 нейронов и 50 миллионов связей между ними.

## Происхождение и использование термина «коннектом»
В 2005 доктор Олаф Спорнс из университета Индианы и доктор Патрик Хагман из госпиталя Лозаннского университета независимо и одновременно предложили термин «коннектом» для обозначения карты нейронных соединений в мозге. Это название было предложено из-за созвучия с термином «геном».
«Коннектомика» (Хагман, 2005) была определена как наука о сборе и анализе данных коннектома.

В своей статье от 2005 года «Человеческий коннектом, структурное описание человеческого мозга» Спорнс и члены его команды написали:
Для понимания функционирования сети необходимо знать её элементы и их взаимосвязи. Цель этой статьи состоит в том, чтобы обсудить стратегии исследований, направленных на комплексное описание элементов сети и их соединений в человеческом мозгу. Мы предлагаем назвать этот набор данных человеческим «коннектомом», и мы считаем, что термин будет применён в когнитивной неврологии и нейропсихологии. Коннектом будет существенно увеличивать наше понимание функционирования мозга на низком уровне и представит понимание, как изменится функционирование головного мозга, если его изменить на низком уровне.

В 2005 году доктор Хагман в своей статье «От диффузионной МРТ головного мозга к коннектомике» писал:
Понятно, что, как и геном, который больше, чем просто множество генов, множество всех нейрональных соединений в мозге важнее, чем каждое отдельное соединение.
Пути через мозговое белое вещество могут быть определены с помощью гистологического исследования методом дегенерации и аксональной трассировки. Метод аксональной трассировки — первичный базис картирования длинных мозговых путей белого вещества в обширную матрицу соединений между регионами серого вещества. Первые подобные исследования проводились в зрительной коре макаки (Феллман и Ван Эссен, 1991) и таламо-корковом пути в кошачьем мозге (Сканнел и др., 1999). Создание баз данных для подобных массивов анатомических соединений позволяет постоянно их обновлять и увеличивать их точность. Яркий пример подобных баз данных — онлайн-база данных соединения кортекса макак CoCoMac (Кётер, 2004).

## Коннектом человека
Что касается мозга человека, то он, по последним данным[когда?], содержит около 86 миллиардов нервных клеток и в 10 тысяч раз больше соединений. Считается, что в связях между нейронами заключены многие аспекты человеческой индивидуальности, такие как личность и интеллект, поэтому описание коннектома человека может стать большим шагом к пониманию многих умственных процессов. Определение коннектома червя-нематоды Caenorhabditis elegans заняло более 12 лет упорного труда. Чтобы определить коннектом мозга человека, необходимо иметь более продвинутые автоматизированные технологии, которые увеличат скорость нахождения коннектомов.
Летом 2009 года Национальным институтом здоровья США был начат проект «Коннектом человека» с первоначальным финансированием в 30 млн долларов.

## Коннектом в различных масштабах
Сети соединений мозга могут быть представлены в разных масштабах, что соответствует уровням пространственного разрешения в визуализции головного мозга (Кётер, 2007; Спорнс, 2010). Эти уровни могут быть грубо классифицированы как микромасштаб, мезомасштаб и макроуровень. В конечном счёте можно будет присоединить результаты, полученные на разных уровнях, в единую иерархическую карту нейрональной организации, которая сможет показать отдельный нейрон в популяции нейронов до таких больших систем, как кортикальные области. Из-за того, что у разных индивидов будут отличия в коннектомах, любая унифицированная карта скорее всего будет предоставлять вероятностную информацию о связности нейронов (Спорнс и др., 2005).
Картирование коннектома на микроуровне (с разрешением в микрометры) означает постройку полной карты нейронной сети, нейрон к нейрону. Одна только кора головного мозга содержит порядка 10 миллиардов нейронов, соединенных 1014 синаптическими связями. Для сравнения: число пар оснований в человеческом геноме — 3×109.
Некоторые из основных проблем построения человеческого коннектома на микроуровне сегодня[когда?] включают в себя:
1. на сбор данных потребовались бы годы при нынешней технологии,
2. инструменты машинного зрения на сегодняшний день находятся в зачаточном состоянии,
3. нет ни теории, ни алгоритмов для анализа поступающих данных.

Для решения проблем со сбором данных несколько групп ученых создают серийные электронные микроскопы с высокой пропускной способностью (Кацури и др., 2009; Бок и др., 2011). Наконец, статистическая теория графов является новой дисциплиной, которая развивает изощрённые способы распознавания образов и инструменты для логической обработки этих мозговых графов (Голденберг и др., 2009).
«Мезо»-коннектом соответствует масштабу в сотни микрометров. Вместо того, чтобы пытаться отобразить каждый отдельный нейрон, коннектом на мезомасштабе будет пытаться захватить анатомически и функционально различные популяции нейронов, соединенные в локальные цепи (например, мозговые колонки), состоящие из сотен или тысяч отдельных нейронов. Задача создания мезоконнектома до сих пор амбициозна и пока может быть решена только инвазивными методами.
Коннектом на макроуровне (с разрешением в миллиметры) пытается захватить большие мозговые системы. Базы данных коннектома на микроуровне и мезоуровне могут быть значительно более компактными, чем на клеточном уровне.